# LulzSec
LulzSec (też Lulz Security) – globalna grupa crackerów i trolli internetowych, która powstała na chanach, takich jak 4chan. Grupa znana jest z wielu ataków, między innymi z wyłączenia strony głównej CIA oraz ataku na Sony Pictures. LulzSec wzajemnie zwalcza się z Anonymous, jednak w 2011 roku ugrupowania połączyły się aby wspólnie wykonać operacje AntiSec.